# Greatest Hits (álbum de Five)
Greatest Hits é o primeiro álbum de compilação da boy band inglesa Five. Foi lançado no Reino Unido através da RCA Records em 19 de novembro de 2001, apenas três meses após o lançamento de seu terceiro álbum de estúdio, Kingsize. "Closer to Me" e "Rock the Party" foram lançados como single duplo no Reino Unido e na Irlanda. O álbum foi produzido executivamente por Simon Cowell e Richard "Biff" Stannard. Em outros países, as músicas foram lançadas como singles separados. As canções foram incluídas no álbum anterior Kingsize (2001).
O álbum apresenta treze dos quinze singles da banda, exceto "How Do Ya Feel" e o lançamento internacional "Don't Fight It Baby", bem como dois B-sides populares, dois novos remixes e a faixa original, "Set Me Free", que foi gravada durante as sessões do álbum Kingsize. O álbum alcançou a posição nove na UK Albums Chart, além de ser certificado de platina pelo BPI. O álbum foi produzido executivamente por Simon Cowell e Richard "Biff" Stannard.

## Em segundo plano
Apesar de Kingsize ter sido lançado apenas três meses antes, Greatest Hits foi lançado rapidamente devido à separação iminente da banda. Scott Robinson revelou no documentário da ITV2, The Big Reunion, que o lançamento do álbum veio depois que Sean Conlon sofreu um colapso mental e ameaçou sair da banda por não conseguir suportar. Junto com o lançamento do álbum, uma compilação em VHS contendo todos os videoclipes da banda, bem como cenas dos bastidores, e o videoclipe inédito de "Two Sides to Every Story". O último single britânico da banda, "Closer to Me", foi usado para promover a compilação no Reino Unido, apresentando imagens de toda a história da banda.
A versão japonesa do álbum não inclui o lado B "Inspector Gadget", mas reinstala um dos singles que faltavam, "How Do Ya Feel", e também inclui um remix bônus de "Let's Dance" que não aparece em qualquer outra versão do lançamento. O álbum foi relançado em 7 de junho de 2003. O álbum fez um retorno ao top 10 da UK Albums Chart em 2013, devido à reforma da banda para aparecer no The Big Reunion.

## Lista de faixas
| N.º | Título                                              | Compositor(es)                                                  | Álbum             | Duração |  |
| 1.  | "We Will Rock You (Radio Edit)"                     | Brian May, J Brown, Abz Love (Abs)                              | Invincible (1999) | 3:09    |  |
| 2.  | "Keep on Movin'"                                    | Stannard, Gallagher, Conlon, Love, Brown                        | Invincible (1999) | 3:17    |  |
| 3.  | "If Ya Gettin' Down"                                | Stannard, Gallagher, Conlon, Love, Brown, Mike Cleveland        | Invincible (1999) | 3:00    |  |
| 4.  | "Everybody Get Up (Radio Edit)"                     | Alan Merrill, Jake Hooker, Herbie Crichlow, Five                | Five (1998)       | 3:05    |  |
| 5.  | "Let's Dance (Radio Edit)"                          | Stannard, Gallagher, Ash Howes, Harrington, Love, Brown, Conlon | Kingsize (2001)   | 3:38    |  |
| 6.  | "Rock the Party (Single Remix)"                     | Stannard, Gallagher, Love, Brown, Conlon, Barry Gibb            | Kingsize (2001)   | 2:49    |  |
| 7.  | "Got the Feelin' (Radio Edit)"                      | Stannard, Gallagher, Five                                       | Five (1998)       | 3:29    |  |
| 8.  | "When the Lights Go Out (Radio Edit)"               | Eliot Kennedy, Tim Lever, Mike Percy, John McClaughlin, Five    | Five (1998)       | 4:11    |  |
| 9.  | "Closer to Me (Single Remix)"                       | Stannard, Gallagher, Howes, Harrington, Breen, Brown            | Kingsize (2001)   | 4:30    |  |
| 10. | "Until the Time Is Through (Radio Edit)"            | Max Martin, Andreas Carlsson                                    | Five (1998)       | 4:10    |  |
| 11. | "Don't Wanna Let You Go (Radio Edit)"               | Stannard, Gallagher, Conlon, Love, Brown                        | Invincible (1999) | 3:37    |  |
| 12. | "Slam Dunk (Da Funk) (Radio Edit)"                  | Denniz Pop, Martin, Crichlow, Jake Schulze                      | Five (1998)       | 3:36    |  |
| 13. | "It's the Things You Do"                            | Martin, George Shahin, Crichlow, Five                           | Five (1998)       | 3:37    |  |
| 14. | "When I Remember When"                              | Shelly Peiken, Jud Friedman                                     |                   | 3:59    |  |
| 15. | "Inspector Gadget"                                  | Stannard, Gallagher, Love, Brown, Lewinson, Richard Norris      | Invincible (1999) | 2:51    |  |
| 16. | "Set Me Free"                                       | Eriksen, Rustan, Hermansen, Neville, Robinson                   |                   | 2:55    |  |
| 17. | "Keep on Movin' (2002 FIFA World Cup Remix)"        |                                                                 |                   | 3:40    |  |
| 18. | "Five Greatest Hits Megamix (Jewels & Stone Remix)" |                                                                 |                   | 4:07    |  |

## Paradas
| Parada (2001)                             | Posição mais alta |
| ----------------------------------------- | ----------------- |
| Austrália (ARIA)                          | 25                |
| Bélgica (Ultratop Flandres)               | 16                |
| Países Baixos (Dutch Charts)              | 92                |
| European Albums (European Top 100 Albums) | 48                |
| Alemanha (Offizielle Deutsche Charts)     | 78                |
| Irlanda (IRMA)                            | 29                |
| Itália (FIMI)                             | 77                |
| Nova Zelândia (RMNZ)                      | 35                |
| Scottish Albums Chart (OCC)               | 11                |
| Suécia (Sverigetopplistan)                | 42                |
| Suíça (Schweizer Hitparade)               | 37                |
| Reino Unido (Official Albums Chart)       | 9                 |

| Parada (2001)   | Posição |
| --------------- | ------- |
| UK Albums (OCC) | 61      |